# 케이 전투
케이 전투 혹은 카이 전투(독일어: Schlacht bei Kay)는 팔지그 전투(Battle of Paltzig)라고도 하며 1759년 7월 23일 벌어진 7년 전쟁의 전투이다. 이 전투는 오늘날 폴란드령인 네우마르크(Neumark)의 카이(키제Kije) 근교에서 벌어졌다.
카를 하인리히 폰 베델(Carl Heinrich von Wedel) 장군이 지휘하는 28,000명의 프로이센군은 어리석게도 수적으로 우위에 있는 표트르 살티코프(Pyotr Saltykov) 백작이 지휘하의 47,000명에 달하는 러시아군에게 공격을 감행했다가 패배하였다. 이 공격에서 프로이센군은 8,300명을 잃었다. 러시아군은 5,000명 이하라고 한다. 이 전투 후 프로이센의 프리드리히 2세(Frederick II of Prussia)는 러시아군이 오스트리아군과 합류하는 것을 저지하기 위해 러시아군과 결정적인 전투를 벌이기로 결심한다. 그러나 합류한 러시아 - 오스트리아군에게 쿠너스도르프(Kunersdorf)에서 패하고 만다.
양측의 전력은 프로이센군이 28,000명, 러시아군이 70,000명이라고 하나, 실제로 러시아군이 70,000명에 달했을 가능성은 거의 없는데, 겨우 3주 후 벌어진 쿠너스도르프에서 살티코프는 41,000명의 병력을 지휘했기 때문이다.